# ぎゅ。
「ぎゅ。」は、ベッキー♪#の8枚目のシングル。EMIミュージックジャパンから2013年11月13日に発売された。また、カップリングに配信限定シングルだった｢time to go!｣も初CD化で収録されている。

## 収録曲
1. ぎゅ。 [3:15]
作詞：中村彼方、作曲：Peter Mansoon/Kriatian Ottestad/Melanie Fontana
2. time to go! [4:30]
作詞：ベッキー♪#、作曲：星野純一
  - ミュシャ財団秘蔵 ミュシャ展イメージソング
3. ぎゅ。(オリジナル・カラオケ) [3:14]
4. time to go! (オリジナル・カラオケ) [4:23]